# 世界首映 (馬)
世界首映，是日本純種競賽馬匹。生涯活躍於長途賽事，曾勝出2019年菊花賞及2021年春季天皇賞。

## 出賽前
2016年2月1日出生於北海道安平町北部牧場，於拍賣會中被馬主大塚亮一於拍賣會以2億5920萬日圓購入。
其後交由栗東訓練中心練馬師友道康夫訓練。

## 競賽生涯

### 2歲
2018年10月21日出戰京都競馬場2歲新馬戰，比賽途中於中團靠後位置追走，進入直路後於大外檔開始衝刺，瞬間超越前方賽駒下取得領先，其後保持優勢下取得首勝。
11月24日出戰京都兩歲錦標，比賽初段保持於中團位置，但於通過第三彎道時墮後，以最後方的姿態進入直路。進入直路後，雖然其爆發出優秀的加速力，但仍然被前方的Courageux Guerrier及Breaking Dawn拉開以第三完賽。

### 3歲
2019年以2月16日的條件戰山茶花賞作爲首戰，比賽初段面對較快步速其於先頭推進，雖然比賽途中些微墮後，但成功直路開啟二段加速並瞬間超越前方的皇室徽號取得勝利。
3月16日出戰表列賽若駒錦標，僅次於好快手取得第二人氣，比賽開始後，其再次採用居中戰術於約莫第七的位置展開推進，進入直路後嘗試加速衝出，可惜仍然未能超越前方的好快手取得第二。
雖然其於若葉錦標跑獲第二取得皋月賞優先出賽權，但陣營希望以東京優駿（日本打吡）作爲目標而避戰，轉而出戰青葉賞。然而賽前其被發現骨膜炎的症狀越發嚴重，醫療團隊檢查過後認爲其不適合出賽，因而進入休養。
9月22日於神戶新聞盃復出，比賽初段其仍然選擇拿手的留後戰術，並於直路上抽出外檔嘗試加速，然而仍然被前方的農神節慶及好快手大幅拋離僅獲第三。
10月20日出戰菊花賞，賽前落後好快手及Nishino Daisy獲得第三人氣。比賽開始後，順利出閘的世界首映處於中團貼欄的位置跟隨好快手推進，並於比賽途中逐步爬升。通過第四彎道後，其由內欄位置依最短距離發力進佔至先頭位置，其後抽出外檔準備加速。進入直路後，其憑藉望空的狀態成功衝出，輕鬆超越前方的好快手後繼續保持速度，最終成功抵擋Satono Lux的追擊下以頸位優勢奪得首個一級賽冠軍。而騎師武豐繼2005年策騎大震撼後暌違14年再度獲得菊花賞冠軍，亦以50歲7個月6日之年成爲贏得經典賽時最年長的騎師，更成爲了首位於昭和、平成及令和三個時代均贏得一級賽的騎師。
12月22日出戰有馬紀念，比賽初段其處於後方位置追走，面對對後上馬有利的快步速，其於通過最後彎道時開始提速進佔前方。進入直路後，雖然其爆發出不俗的末腳，但仍然未能超越率先衝出的雍容白荷及農神節慶，最終以第三完賽。

### 4歲
進入2020年，陣營原定以春季天皇賞、秋季天皇賞及日本盃之路線作爲最大目標。然而因爲上年度秋季的頻繁賽程導致其過度疲勞，未能及時回復之下組成狀態不佳，因而陣營考慮後決定避戰春季所有賽事並安排其進入休養。
11月29日於日本盃復出，面對三匹三冠馬杏目、鐵鳥翱天及謀勇兼備其毫無招架之力，其後更敗於機伶金花及耀滿瓶之下，最終以第六完賽。
其後出戰有馬紀念，雖然成功進佔有利位置，但於直路上未能最大程度加速，最終僅和機伶金花跑獲一席平頭第五。

### 5歲
2021年年初陣營受到阿聯酋方面有關杜拜世界盃及杜拜司馬經典賽的邀請，然而陣營以專注國內賽事爲由拒絕並於3月27日安排其出戰日經賞。賽前由於主戰騎師武豐稍早前落馬骨折，因而由石橋脩代打策騎。比賽初段其繼續留後，通過最後彎道後進入直路時抽出外檔加速，雖然成功迫近前方的賽駒，但仍然未能追上瑪蓮必勝及機伶金花，最終以第三完賽。
5月2日出戰春季天皇賞，改有由當年策騎其全兄世界王牌出戰經典賽的福永祐一策騎。比賽開始後，其由最內檔第1檔展開推進，並停留於中團內欄的位置。比賽中段由於前方的領放馬太空穿梭較爲積極帶頭，因而隊伍拉得較正常情況長。進入對面直路後，其開始搶佔位置爬升，並於通過第三彎道後繞到先行集團的大哲學家及緣厚情摯後方。進入直路後其隨即展現優秀的末腳進行加速，先於中段超越了大哲學家，其後逐步迫近前方的緣厚情摯及機伶金花並瞬間超越對手，最終以3/4馬位優勢取得勝利。憑藉此次勝利，騎師福永成功達成了和父親福永洋一的父子春季天皇賞制霸，成爲橫山富雄及橫山典弘父子後第二對達成此成就的父子。
完成春季天皇賞後其避戰寶塚紀念，休養後於秋季天皇賞復出，然而於其中未能發揮亮眼表現以第十一大敗。
原定出戰日本盃，但陣營於發覺其狀態崩壞下選擇避戰，未有好轉之下最終於11月退役。

### 詳細賽績
| 日期       | 舉辦國家 | 馬場 | 距離   | 級別 | 賽事名稱     | 負重 | 騎師     | 馬號 | 出馬 | 名次 | 時間   | 頭馬（二馬）       |
| ---------- | -------- | ---- | ------ | ---- | ------------ | ---- | -------- | ---- | ---- | ---- | ------ | ------------------ |
| 21/20/2018 | 日本     | 京都 | 草1800 |      | 2歲新馬      | 55   | 武豐     | 9    | 13   | 1    | 1:48.0 | （名將天元）       |
| 24/11/2018 | 日本     | 京都 | 草2000 | GIII | 京都兩歲錦標 | 55   | 武豐     | 2    | 9    | 3    | 2:02.2 | Courageux Guerrier |
| 16/2/2019  | 日本     | 京都 | 草1800 |      | 山茶花賞     | 56   | 武豐     | 1    | 8    | 1    | 1:47.3 | （皇室徽號）       |
| 16/3/2019  | 日本     | 阪神 | 草2000 | L    | 若葉錦標     | 56   | 武豐     | 4    | 10   | 2    | 2:02.6 | 好快手             |
| 22/9/2019  | 日本     | 阪神 | 草2400 | GII  | 神戶新聞盃   | 56   | 武豐     | 8    | 8    | 3    | 2:27.5 | 農神節慶           |
| 20/10/2019 | 日本     | 京都 | 草3000 | GI   | 菊花賞       | 57   | 武豐     | 5    | 18   | 1    | 3:06.0 | （Satono Lux）     |
| 22/12/2019 | 日本     | 中山 | 草2500 | GI   | 有馬紀念     | 55   | 武豐     | 7    | 16   | 3    | 2:31.4 | 雍容白荷           |
| 29/11/2020 | 日本     | 東京 | 草2400 | GI   | 日本盃       | 57   | 武豐     | 3    | 15   | 6    | 2:23.8 | 杏目               |
| 27/12/2020 | 日本     | 中山 | 草2500 | GI   | 有馬紀念     | 57   | 武豐     | 5    | 16   | 5    | 2:35.6 | 創世駒             |
| 27/3/2021  | 日本     | 中山 | 草2500 | GII  | 日經賞       | 57   | 石橋脩   | 2    | 15   | 3    | 2:33.4 | 瑪蓮必勝           |
| 2/5/2021   | 日本     | 阪神 | 草3200 | GI   | 春季天皇賞   | 58   | 福永祐一 | 1    | 17   | 1    | 3:14.7 | （緣厚情摯）       |
| 31/10/2021 | 日本     | 東京 | 草2000 | GI   | 秋季天皇賞   | 58   | 岩田康誠 | 7    | 16   | 11   | 1:59.1 | 樂透心             |

## 退役後
退役後，世界首映成爲了配種馬，於北海道新冠町優駿Stallion Station休養，在2022年進行配種。首批子嗣於2023年出生，首批子嗣可於2025年出賽。

## 血統簡介
父系大震撼爲日本賽駒，爲日本賽馬史上第二匹無敗三冠馬，生涯出戰十四場賽事僅得兩場未能勝出，退役後配種成績亦極爲優秀。祖父週日寧靜是美國三冠賽雙冠馬，退役後在日本配種，在日本馬壇相當成功，贏得多項分級賽事，其子嗣贏得巨額獎金。
母系Mandela爲德國賽駒，生涯戰績不俗，曾勝出表列賽德國橡樹大賽預賽及於一級賽德國橡樹大賽跑獲第三。外祖父Acatenango爲德國賽駒，生涯戰績彪炳，曾勝出德國打吡、聖格盧大賽、巴登大賽等七項一級賽冠軍。

### 血統表
| 父線：週日寧靜系（Halo系）      |                            |              |                 |
| 種馬 大震撼 2002年（棗色）      | 週日寧靜 1986年（棕色）    | Halo         | Hail to Reason  |
| 種馬 大震撼 2002年（棗色）      | 週日寧靜 1986年（棕色）    | Halo         | Cosmah          |
| 種馬 大震撼 2002年（棗色）      | 週日寧靜 1986年（棕色）    | Wishing Well | Understanding   |
| 種馬 大震撼 2002年（棗色）      | 週日寧靜 1986年（棕色）    | Wishing Well | Mountain Flower |
| 種馬 大震撼 2002年（棗色）      | 風中秀髮 1991年（棗色）    | Alzao        | 利法爾          |
| 種馬 大震撼 2002年（棗色）      | 風中秀髮 1991年（棗色）    | Alzao        | Lady Rebecca    |
| 種馬 大震撼 2002年（棗色）      | 風中秀髮 1991年（棗色）    | Burghclere   | Busted          |
| 種馬 大震撼 2002年（棗色）      | 風中秀髮 1991年（棗色）    | Burghclere   | Highclere       |
| 繁殖雌馬 Mandela 2000年（栗色） | Acatenango 1982年（栗色）  | Surumu       | Literat         |
| 繁殖雌馬 Mandela 2000年（栗色） | Acatenango 1982年（栗色）  | Surumu       | Surama          |
| 繁殖雌馬 Mandela 2000年（栗色） | Acatenango 1982年（栗色）  | Aggravate    | Aggerssor       |
| 繁殖雌馬 Mandela 2000年（栗色） | Acatenango 1982年（栗色）  | Aggravate    | Raven Locks     |
| 繁殖雌馬 Mandela 2000年（栗色） | Mandellicht 1994年（棕色） | Be My Guest  | 北地舞人        |
| 繁殖雌馬 Mandela 2000年（栗色） | Mandellicht 1994年（棕色） | Be My Guest  | What a Treat    |
| 繁殖雌馬 Mandela 2000年（栗色） | Mandellicht 1994年（棕色） | Mandelauge   | Elektrant       |
| 繁殖雌馬 Mandela 2000年（栗色） | Mandellicht 1994年（棕色） | Mandelauge   | Mandriale       |
| 雌系：號族：3-d                 |                            |              |                 |
| 五代內近親交配：北地舞人 5×4    |                            |              |                 |

## 命名由來
名字World Premiere（ワールドプレミア）意思即是一套電影於全球各地的首次發佈，香港則翻譯為「世界首映」。

## 外部連結
- 世界首映 netkeiba.com （页面存档备份，存于）

- 血統表 （页面存档备份，存于）